# КОРА-1 (бронежилет)
КОРА-1МК — российский бронежилет длительного ношения. Разработан НПП «КлАСС», выпускается в нескольких вариантах. Принят на вооружение МВД РФ.

## История
Рост преступности и увеличение случаев нападений на сотрудников милиции в начале 1990х годов привели к разработке специализированного бронежилета, обеспечивающего возможность длительного ношения. В 1992 году бронежилеты "Кора-1М" начали поступать в подразделения госавтоинспекции.

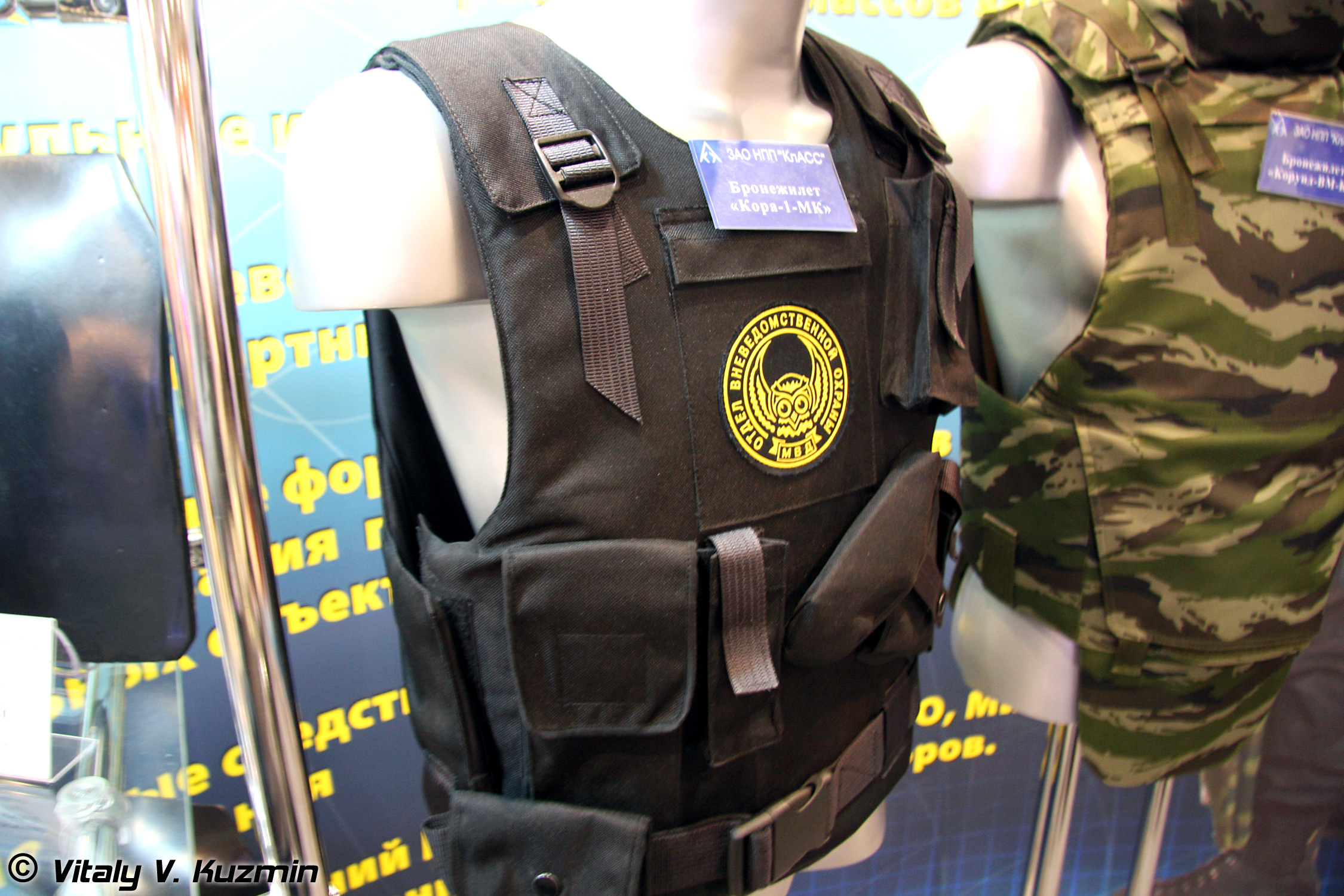
Бронежилет Кора-1-МК на выставке Интерполитех-2009.

## Конструкция
Конструкция бронежилета позволяет использовать его в качестве скрытоносимого. Ранние образцы были приняты на вооружение МВД РФ постановлением Правительства РФ № 731 от 15.10.2001 года. Более новые были приняты распоряжением Правительства Российской Федерации от 28.09.2007 года № 1310-р.
Бронежилет состоит из двух модулей (груди с паховым фартуком и спины) с защитными элементами (мягкими многослойными пакетами из баллистической ткани, зашитыми во влагонепроницаемые чехлы). Модули соединяются друг с другом посредством ремней с текстильной застежкой, что позволяет осуществлять индивидуальную подгонку бронежилета под фигуру.
При необходимости паховый фартук грудного модуля может подворачиваться либо изготавливаться в виде отдельного модуля. Бронежилет может использоваться как мягкий бронежилет 1 класса защиты, но также имеется возможность установки дополнительных бронеэлементов для защиты груди и спины общей площадью 18 дм2, что позволяет обеспечить защиту жизненно важных органов туловища на этой площади по 2-5 классам согласно ГОСТ Р 50744-95. Грудной и спинной карманы снабжены антирикошетными слоями из защитной ударопрочной ткани.
Более новые модели могут быть оснащены наружными карманами для размещения элементов экипировки.

## Характеристики
Бронежилет выпускается двух размеров: размер 1 (48-54) и размер 2 (56-62).
| Характеристика изделия                       | Значение      |
| -------------------------------------------- | ------------- |
| Масса, кг, 1 класс защиты                    | 2,6/3,3       |
| Масса, кг, 2 класс защиты, сталь             | 6,0/6,7       |
| Масса, кг, 2 класс защиты, алюминиевый сплав | 4,6/5,0       |
| Масса, кг, 3 класс защиты                    | 9,0/9,7       |
| Масса, кг, 5 класс защиты                    | 11,6/12,3     |
| Интервал рабочих температур, оС              | от –50 до +50 |

## Модификации
- КОРА-1 — бронежилет I класса защиты, разработан в начале 1990-х годов;
- КОРА-1М — бронежилет I класса защиты, разработан в 1992 году.
- КОРА-1МК
- КОРА-1МК-СН — вариант, предназначенный для скрытого ношения[4].
- КОРА-2[5]
- КОРА-3[5] - спецкласс, только защита от холодного оружия, без тканевых элементов

## На вооружении
- Россия — находится на вооружении сотрудников полиции, вневедомственной охраны Росгвардии[6] и ФГУП «Охрана» Росгвардии[7], с начала 1990-х используется сотрудниками частных охранных структур[5].